# Heinrich Karl von der Marwitz
Heinrich Karl von der Marwitz (* 6. April 1680 in Sellin; † 22. Dezember 1744 in Breslau) war ein preußischer General der Infanterie und Militärgouverneur von Breslau.

## Leben

### Herkunft
Heinrich Karl entstammte dem neumärkischen Adelsgeschlecht von der Marwitz mit gleichnamigem Stammhaus Marwice bei Landsberg an der Warthe. Er war der Sohn des Generalleutnants Kurt Hildebrand von der Marwitz und dessen Ehefrau Beate Luise, geborene von Derfflinger (1647–1715). Damit ist er ein Enkel von Feldmarschall Georg von Derfflinger.

### Militärkarriere
Marwitz wurde im April 1697 als Fähnrich in der Kurbrandenburgischen Armee angestellt. Während des Spanischen Erbfolgekrieges avancierte er weiter und kämpfte unter anderen in der Schlacht von Höchstädt. Am 27. Dezember 1713 wurde ihm in Berlin als Oberstleutnant im Regiment „von Gersdorf“ das preußische Indigenat verliehen. Er kämpfte in Pommern in der Belagerung von Stralsund. Ab 1720 war Marwitz Mitglied des preußischen Tabakskollegiums von Friedrich Wilhelm I. Am 24. Juli 1724 wurde er zum Chef des Infanterieregiments „von Dönhoff“ ernannt und in dieser Stellung am 23. Juni 1725 zum Generalmajor sowie am 27. Dezember 1737 zum Generalleutnant befördert. Der König schlug Marwitz am 26. Februar 1739 zum Ritter des Schwarzen Adlerordens.
Mit Friedrich dem Großen zog er in den Ersten Schlesischen Krieg. In der Schlacht bei Mollwitz wurde er schwer verletzt und als tot auf dem Schlachtfeld zurückgelassen. Er wurde jedoch gefunden und kann genesen. Im Jahr 1741 kam er als Gouverneur nach Breslau und kommandierte dort ein Korps, mit dem er bis nach Mähren vordrang. Am 6. Mai 1742 nahm er in Neisse die Huldigungen der Oberschlesischen Stände an den König entgegen und schon am 19. Mai 1742 ernannte ihn der König zum General der Infanterie. Am 18. März 1743 nahm er die Huldigungen der Fürstentümer von Oppeln, Ratibor Neisse, Troppau und Jägerndorf (preußischer Anteil) entgegen.
Im Zweiten Schlesischen Krieg kommandierte Marwitz ein eigenes Korps. Am 11. Dezember 1744 wurde er wegen eines Schlagflusses von seinem Kommando abgezogen. Er starb am 22. Dezember in Ratibor.
Sein Nachfolger als Gouverneur wurde Leopold II. von Anhalt-Dessau.
1717 hatte er von den Nachfahren des Lewin Werner von Görne das Rittergut in Kemnitz bei Potsdam gekauft. König Friedrich Wilhelm I. war einige Male zu Besuch in Kemnitz. 1735 verkaufte er Kemnitz an den Landrat Curdt Friedrich von Britzke und zog sich auf sein Gut Gusow im Land Lebus zurück, das er 1724 erworben hatte.

### Familie
Er heiratete Albertine Eleonore von Wittenhorst (1693–1721), eine Tochter des Generalleutnants Wittenhorst-Sonsfeld. Das Paar hatte drei Töchter:
- Wilhelmine Dorothee (* April 1718; † 16. Januar 1787) ⚭ 8. April 1744 Graf Otto Ludwig Conrad von Burghauß, Feldmarschallleutnant (* 12. April 1713; † 31. Mai 1795)[2]
- Sophie Amalie Albertine (* 16. Februar 1718; † 9. Mai 1784) ⚭ 14. August 1744 Graf Otto Christoph von Podewils (* 16. April 1719; † 12. März 1781), preußischer Diplomat
- Friederike Caroline Henriette (* 4. August 1720; † 22. April 1763) ⚭ 28. Oktober 1743 Albrecht Karl Friedrich von Schönburg-Waldenburg (1710–1765)

Mit ihrer Heirat hatte Wilhelmine Dorothee, zudem Rivalin der Schwester, definitiv den Zorn des Königs heraufbeschworen, da sie ohne Erlaubnis einen Ausländer geheiratet hatte und eine Abwanderung ihres Vermögenanteils zu erwarten war. Sie wurde daher 27. Dezember 1744 vom Erbe (Succession) ausgeschlossen.